# Közép-ázsiai kobra
A közép-ázsiai kobra (Naja oxiana) a Kaszpi-tengertől keletre és Pakisztánban, Észak-Indiában élő, a mérgessiklófélék családjába tartozó kobrafaj.

## Megjelenése

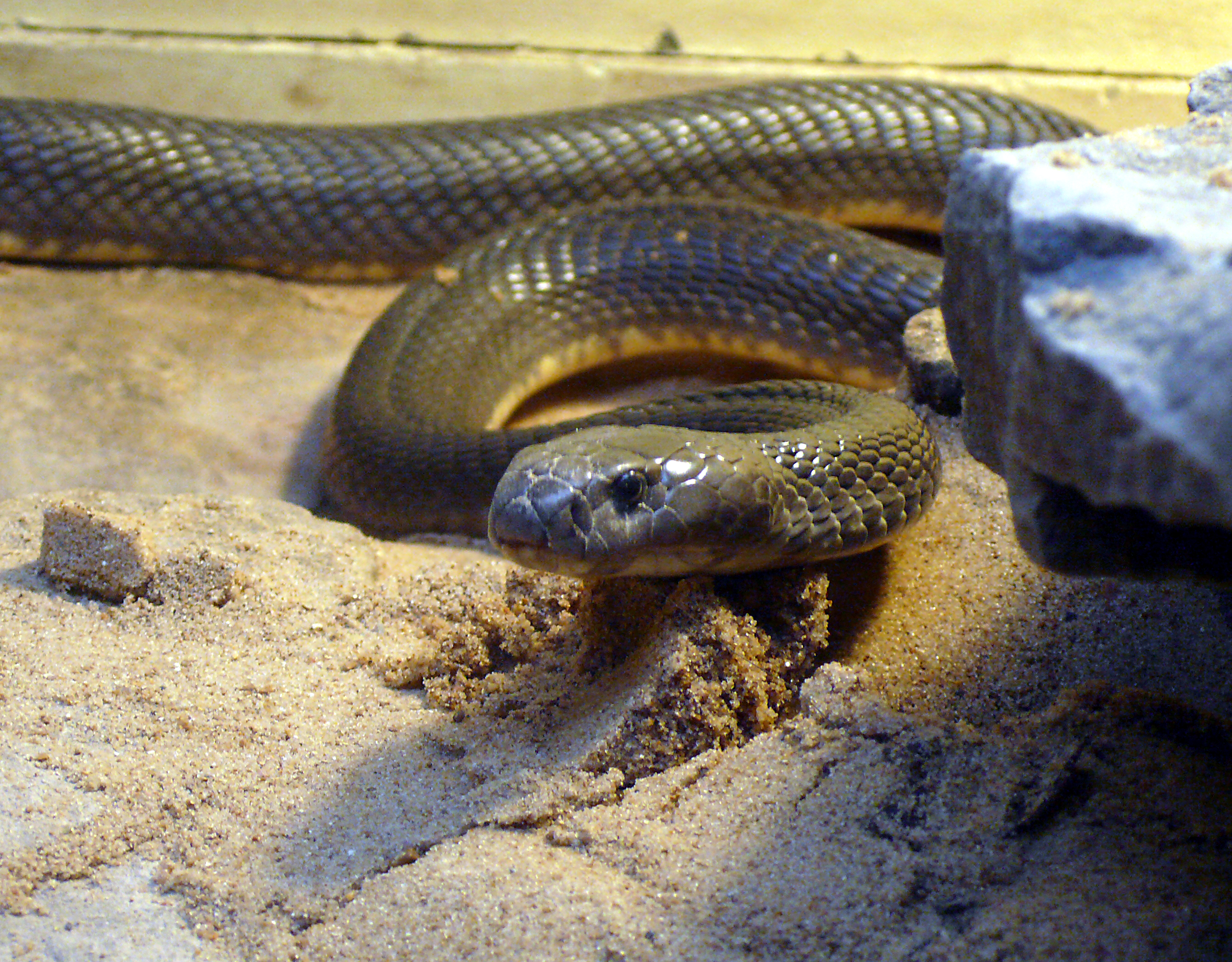

A közép-ázsiai kobra átlagos méretű kobrafaj, általában 1, ritkán 1,5 méter hosszúra nő meg. Teste viszonylag erőteljes, kissé lapított, farka környékén hengeres. A többi kobrafajhoz hasonlóan, fenyegető pozitúrában mellső bordáinak szétfeszítésével képes széles csuklyáját mutogatni. Feje ellipszis alakú, lapított, nyakától csak kissé válik el. Orra lekerekített, orrlyukai nagyok. Szemei közepes méretűek, pupillája kerek. Háti pikkelyei simák, a szélső két-három pikkelysor nagyobb a többinél. A fiatal példányok halványabb színűek, fakóbbak, mint a kifejlett kígyók és egész testük hosszában egyforma széles sötét-világos keresztsávozás figyelhető meg. Az ivarérett kobrák világos- vagy csokoládébarnák, esetleg sárgás színűek; egyes példányokon megmaradnak a fiatalkori sávozás nyomai, elsősorban a test elülső, hasi részén. A közép-ázsiai kobra csuklyáján nincs sem mintázat a háti oldalon, sem más kobráknál megfigyelhető kétoldali torokfoltok.
Indiában és Pakisztánban a faj együtt él a pápaszemes kobrával, amelynek mintázat nélküli példányai összetéveszthetők a közép-ázsiai kobrával. A közép-ázsiai kobrának azonban nincsen fekete színváltozata és torkán több sávból álló mintázat van, míg a pakisztáni sötét színváltozatú pápaszemes kobrának szinte az egész torka fekete.

## Elterjedése
A közép-ázsiai kobra a Kaszpi-tengertől keletre, délkeletre él Türkmenisztánban, Üzbegisztánban, Kirgizisztánban, Tadzsikisztánban, Észak- és Kelet-Afganisztánban, Északkelet-Iránban, Pakisztán északi felén és India Kasmír és Himácsal Prades régióiban.

## Életmódja
Leggyakrabban száraz vagy félszáraz, köves-sziklás bozótosokban vagy növényzettel ritkásan benőtt domboldalakon lehet találkozni vele kb. 3000 m tengerszint fölötti magasságig. A kobrák ázsiai csoportjából ez a faj merészkedett el a legnyugatabbra.
A közép-ázsiai kobra többnyire nappal aktív, de a legforróbb hónapokban, júliusban és augusztusban inkább hajnalban-szürkületkor vagy este mozog. Gyors mozgású, fürge kígyó. Jól kapaszkodik sziklákra, bokrokra és jól úszik. Gyakran víz közelében lehet találkozni vele és ritkán távolodik el messzire a vízforrásoktól. Kisemlősökkel, kétéltűekkel, madarakkal, tojásokkal, esetleg kishalakkal táplálkozik. Pihenéshez föld alatti lyukakba vagy fák odvába húzódik.
Az embert lehetőség szerint kerüli, de ha sarokba szorítják vagy meglepik, akkor agresszívan támad; még a fiatal példányok is nagyon agresszívak lehetnek. Ha fenyegetve érzi magát, felemeli teste elülső részét, kitárja csuklyáját, sziszeg, ide-oda himbálózik, majd ismételten megpróbálja megmarni háborgatóját. Méregköpésre nem képes.

## Mérge

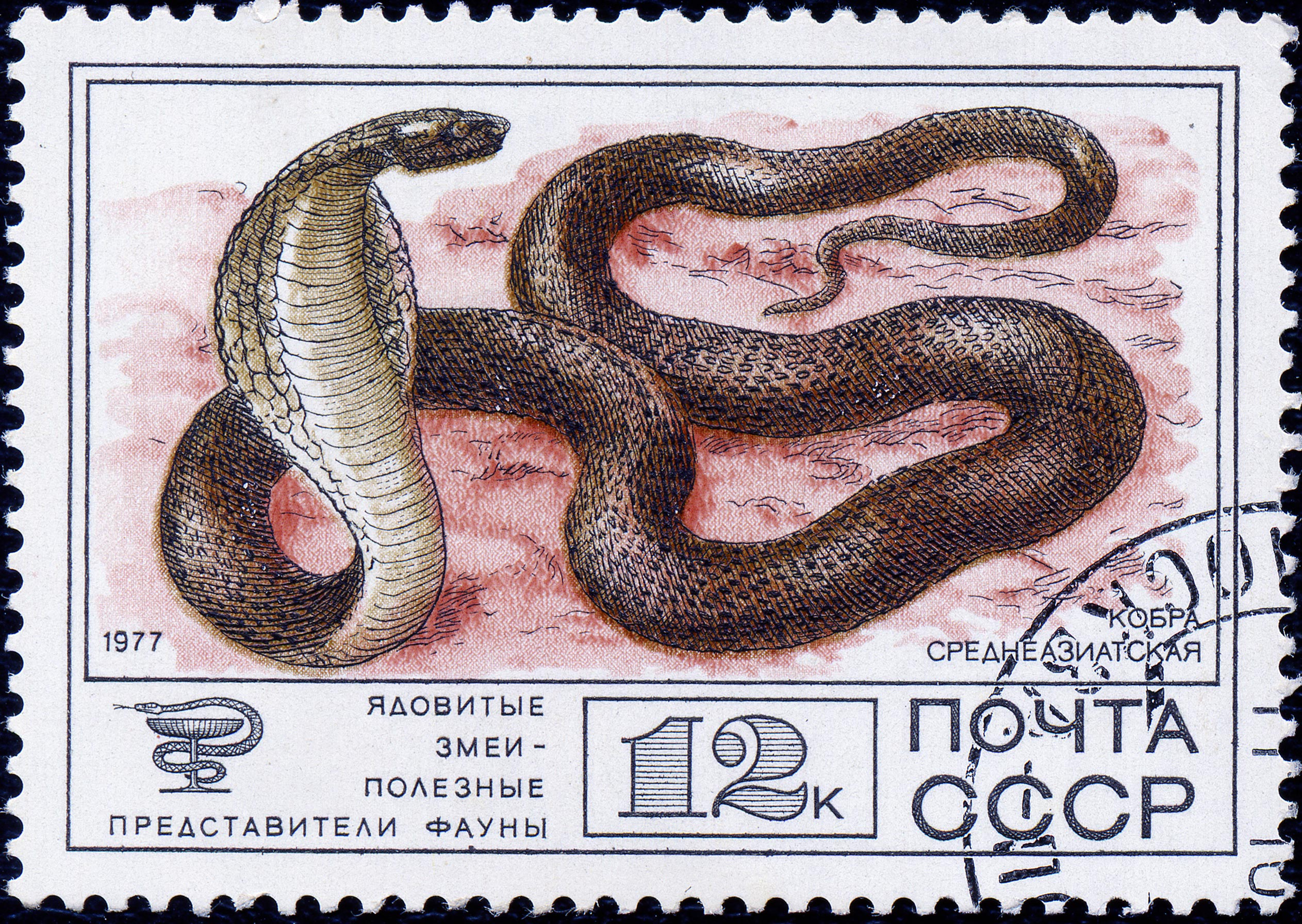
Közép-ázsiai kobra szovjet bélyegen

A közép-ázsiai kobra mérge a legtoxikusabb valamennyi Naja genusba tartozó faj közül. A méreg fő komponensei neurotoxikus és citotoxikus hatású, kis molekulasúlyú nem-enzim fehérjék, de tartalmaz néhány enzimet is például DNS-t és RNS-t bontó nukleázokat, amelyek a purinok felszabadításával hozzájárulnak a szisztémás toxicitáshoz. A méreg egyik komponensét, a ribonukleáz V1-et molekuláris biológiai laboratóriumokban is használják.
A kígyómérget agykamrába injekciózva már 0,005 mg/testtömegkg-os dózis is halálos a kísérleti állatokra: valamennyi kobrafaj közül ez a legalacsonyabb érték. Bőr alá fecskendezve átlagosan 0,18 mg/ttkg kell az állatok felének elpusztításához (0,1–0,26 mg/kg között). A kígyó egy marással 75–125 mg (száraz súlyban) mérget lövell áldozatába, de extrém esetekben elérheti az 590 mg-ot is.
A marás helye megduzzad és nagyon fájdalmas, emellett a neurotoxikus hatások miatt bénulás léphet fel. A marás után kevesebb mint egy órával jelentkeznek a szisztémás tünetek: gyengeség, szédülés, ataxia, a vérnyomás leesése, végtag- és nyaki izmok bénulása. Megfelelő orvosi kezelés nélkül a páciens állapota gyorsan romlik és a légzőizmok bénulása akár 50 perccel a marás után halálhoz vezethet. Szovjet adatok szerint 1979-1987 között 136 személyt mart meg közép-ázsiai kobra, 121-en szérumot kaptak és közülük négyen haltak meg. A 15 nem kezelt páciensből 11 (73%) vesztette életét. Az ellenszérum kevésbé hatékony, mint más ázsiai kobrafajok (pl. pápaszemes kobra) esetén és gyakran jókora mennyiségű szérumra van szükség. A kezeletlen kígyómarás mortalitási rátája 70-75%, ami az egyik legmagasabb a Naja nemzetség tagjai között. Közép-Ázsiában és Iránban ez a faj felelős a halálos kígyómarások többségéért.

## Fordítás
- Ez a szócikk részben vagy egészben  a   Caspian cobra című angol Wikipédia-szócikk ezen változatának fordításán alapul.  Az eredeti cikk szerkesztőit annak laptörténete sorolja fel. Ez a jelzés csupán a megfogalmazás eredetét és a szerzői jogokat jelzi, nem szolgál a cikkben szereplő információk forrásmegjelöléseként.